# 2842 Unsöld
2842 Unsöld este un asteroid din centura principală, descoperit pe 25 iulie 1950, de Goethe Link Obs..